# Tartaruga-de-caixa-oriental
A tartaruga-de-caixa-oriental (Terrapene carolina carolina) é uma subespécie de um grupo de tartarugas chamadas de tartarugas-de-caixa [en]. A T. c. carolina é nativa do leste dos Estados Unidos.
A tartaruga-de-caixa-oriental é uma subespécie da tartaruga-de-caixa-comum (Terrapene carolina). Embora pertença à família Emydidae, e não à família Testudinidae, a tartaruga-de-caixa é em grande parte terrestre. As tartarugas-de-caixa rastejam lentamente, têm vida extremamente longa, amadurecem lentamente e têm relativamente poucos filhotes por ano. Essas características, juntamente com a propensão a serem atingidas por carros e máquinas agrícolas, tornam todas as espécies de tartarugas-de-caixa particularmente suscetíveis à mortalidade antropogênica ou induzida pelo homem.
Em 2011, citando “um declínio gradual generalizado, persistente e contínuo da Terrapene carolina que provavelmente excede 32% em três gerações”, a União Internacional para a Conservação da Natureza (IUCN) rebaixou seu status de conservação de quase ameaçada para vulnerável.

## Descrição

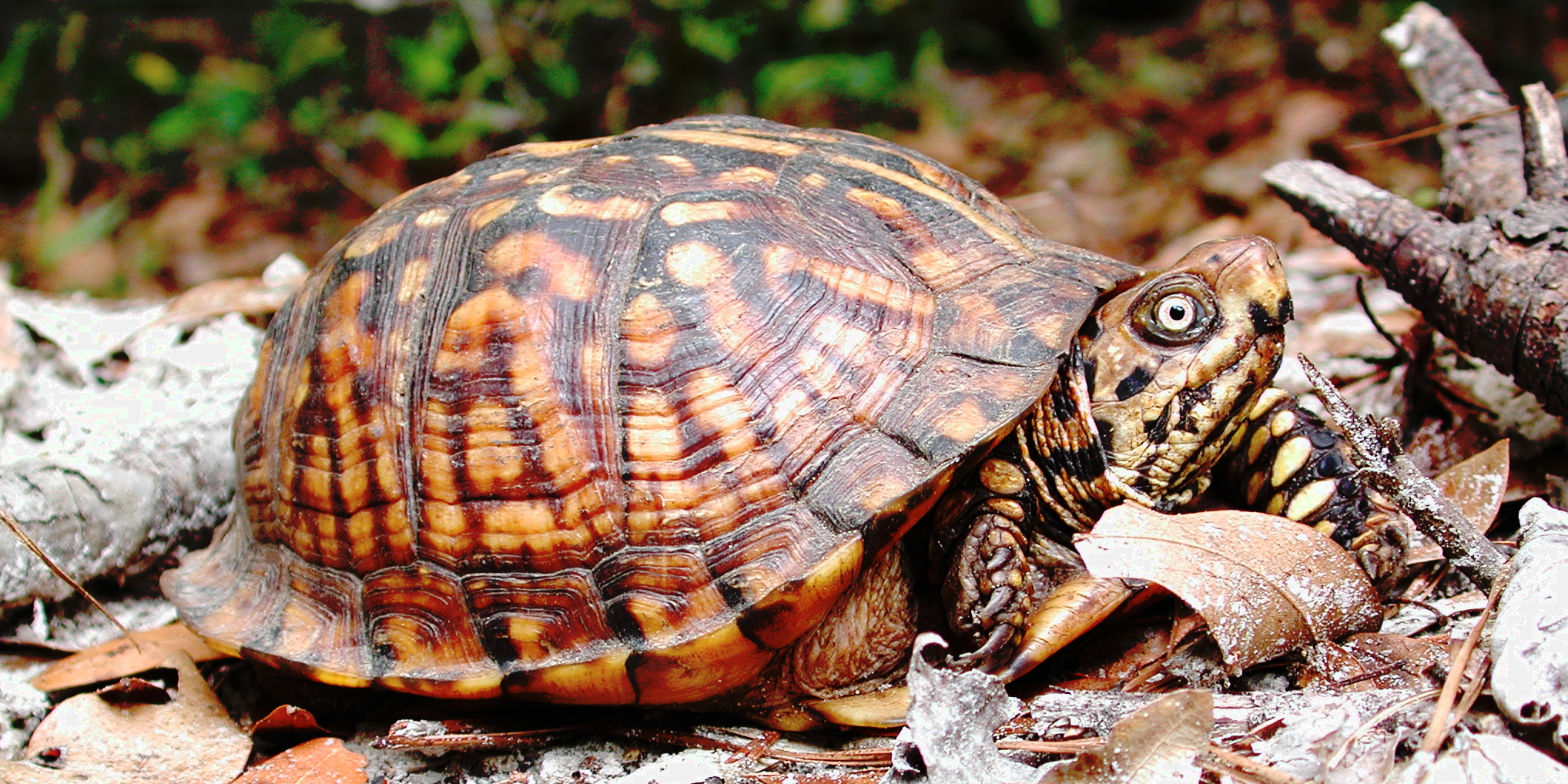
Tartaruga-de-caixa-oriental na Flórida.

As tartarugas-de-caixa-orientais têm uma carapaça alta, semelhante a uma cúpula, e um plastrão articulado que permite o fechamento total da carapaça. Sua carapaça tem uma quilha mediana que se suaviza com a idade. A carapaça pode ter uma coloração variável, mas normalmente é marrom ou preta e acompanhada por um padrão radiante amarelado ou alaranjado de linhas, manchas ou borrões. A coloração da pele, assim como a da carapaça, é variável, mas geralmente é marrom ou preta com algumas manchas ou estrias amarelas, laranja, vermelhas ou brancas. Essa coloração imita de perto a da folha de inverno da Liriodendron tulipifera. Em algumas populações isoladas, os machos podem apresentar manchas azuis nas bochechas, no pescoço e nas pernas dianteiras. Além disso, os machos normalmente têm olhos vermelhos (íris), enquanto as fêmeas geralmente têm olhos marrons. As tartarugas-de-caixa-orientais têm um bico afiado e chifrudo e membros robustos, e seus pés têm membranas apenas na base. As tartarugas-de-caixa-orientais têm cinco dedos em cada pata dianteira e normalmente quatro dedos em cada pata traseira, embora alguns indivíduos possam ter três dedos em cada pata traseira. O tamanho das tartarugas-de-caixa-orientais varia de 11 a 20 cm de comprimento.
As tartarugas-de-caixa-orientais têm muitas características exclusivas que as identificam como parte do grupo das tartarugas-de-caixa. Embora o plastrão da fêmea seja plano, ele é côncavo nos machos para que o macho possa se encaixar na extremidade posterior da carapaça da fêmea durante o acasalamento. A frente e a parte de trás do plastrão são conectadas por uma dobradiça flexível. Quando em perigo, a tartaruga é capaz de fechar o plastrão puxando as seções articuladas contra a carapaça, selando efetivamente o corpo macio no osso, formando assim uma “caixa”. A carapaça é feita de osso coberto por tecido vascularizado vivo e coberto por uma camada de queratina. Essa carapaça é conectada ao corpo por meio de sua caixa torácica fundida, o que a torna permanentemente presa e não removível.
Quando ferida ou danificada, a carapaça tem a capacidade de se regenerar e reformar. O tecido granular se forma lentamente e a queratina cresce lentamente sob a área danificada para substituir os escudos danificados e ausentes. Com o tempo, a área danificada cai, revelando a nova queratina formada abaixo dela. Ao contrário das tartarugas aquáticas, como a tartaruga-pintada (Chrysemys picta), os escudos da tartaruga-de-caixa continuam a crescer durante toda a vida e desenvolvem anéis de crescimento. As tartarugas aquáticas normalmente perdem seus escudos à medida que crescem.
As garras traseiras das fêmeas são mais longas e retas. Os machos têm caudas mais longas e mais grossas.

## Comportamento
Como ectotérmicas, as tartarugas-de-caixa-orientais precisam manter a homeostase da temperatura procurando abrigo, como florestas ou riachos sombreados, quando a temperatura do corpo está alta, e encontrando locais para se aquecer quando a temperatura do corpo está baixa, a fim de aumentar sua taxa metabólica para forrageamento e digestão.

## Distribuição e habitat

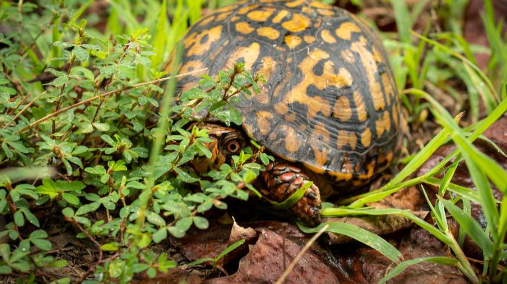
Uma tartaruga de caixa oriental no en, no Condado de Charles, em Maryland.

As tartarugas-de-caixa-orientais são encontradas exclusivamente na América do Norte, principalmente no leste dos Estados Unidos, como seu nome indica. Elas ocorrem até o norte, no sul do Maine e nas porções sul e leste da Península Superior de Michigan, ao sul, no norte da Flórida e a oeste, no leste do Kansas, Oklahoma e Texas. Nas partes do norte de sua área de distribuição, elas raramente são encontradas acima de 305 m de altitude, enquanto podem ser encontradas a até 1.830 m nas partes do sul de sua área de distribuição. A tartaruga-de-caixa-oriental é considerada de incomum a rara na região dos Grandes Lagos; no entanto, as populações podem ser encontradas em áreas não cortadas por estradas muito movimentadas. No Centro-Oeste, ela é uma espécie de preocupação (ou preocupação especial, dependendo da terminologia usada pelo estado) em Ohio, Michigan e Indiana.
As tartarugas-de-caixa-orientais preferem um habitat enriquecido em vez de um habitat estéril. Elas preferem regiões de florestas decíduas ou mistas, com um solo de floresta moderadamente úmido e com boa drenagem. A floresta de terra firme é preferível a encostas e cumes. Elas também podem ser encontradas em campos abertos, pastagens ou sob troncos caídos ou em solo úmido, geralmente folhas úmidas ou terra molhada.
A Terrapene carolina é mais ativa pela manhã do que em outros horários e é conhecida por fazer tocas em restos de folhas, arbustos ou no solo. Essas tocas são chamadas de “formas de repouso” e são usadas para regular a temperatura ou se hidratar. Elas também são conhecidas por tomar “banhos” em córregos, lagoas ou poças rasas e, durante períodos quentes, podem submergir na lama por dias seguidos. No entanto, se colocadas em águas muito profundas (completamente submersas), elas podem se afogar. Muitas tartarugas-de-caixa-orientais tentam evitar condições ambientais estressantes. Quando o inverno está chegando, essas tartarugas se enterram no solo e permanecem dormentes até que a temperatura aumente.
Sabe-se que as tartarugas-de-caixa-orientais têm alta fidelidade ao local e permanecem na mesma área de vida por um período muito longo. Algumas são conhecidas por permanecerem no mesmo local por mais de 32 anos, o que é altamente incomum para répteis. Elas têm um forte instinto de retorno ao lar e raramente viajam mais de 2,5 km de seu território de origem. Quando são realocadas, elas ainda tentam encontrar o caminho de volta para sua área de origem. A área de origem das tartarugas realocadas pode ser até três vezes maior do que a das tartarugas residentes em uma área. Elas se movem menos quando estão em um habitat isolado.

## Dieta
Os hábitos alimentares das tartarugas-de-caixa-orientais variam muito em função do gosto individual, da temperatura, da iluminação e do ambiente ao seu redor. Ao contrário dos animais de sangue quente, seu metabolismo não impulsiona o apetite; em vez disso, elas podem simplesmente diminuir o nível de atividade, recolher-se em suas carapaças e interromper a ingestão de alimentos até que surjam melhores condições.
Na natureza, as tartarugas-de-caixa-orientais são onívoras oportunistas e se alimentam de uma variedade de matérias animais e vegetais. Há uma variedade de alimentos que são universalmente aceitos pelas tartarugas-de-caixa-orientais, incluindo minhocas, caracóis, lesmas, larvas, besouros, lagartas, gramíneas, ervas daninhas, frutas caídas, frutos silvestres, cogumelos, flores, erva-de-pato e carniça. Estudos no Jug Bay Wetlands Sanctuary, em Maryland, também mostraram que as tartarugas-de-caixa-orientais se alimentaram de aves vivas que estavam presas em redes. Muitas vezes, elas comem um alimento, especialmente em cativeiro, apenas porque parece e cheira comestível, como hambúrguer ou ovos, mesmo que o alimento possa ser nocivo ou insalubre. A dieta varia muito pouco entre as estações, com as tartarugas-de-caixa consumindo matéria vegetal e invertebrados durante todas as estações de alimentação e cogumelos e caracóis durante certos meses. Os jovens são principalmente carnívoros e os adultos são principalmente herbívoros.

## Reprodução

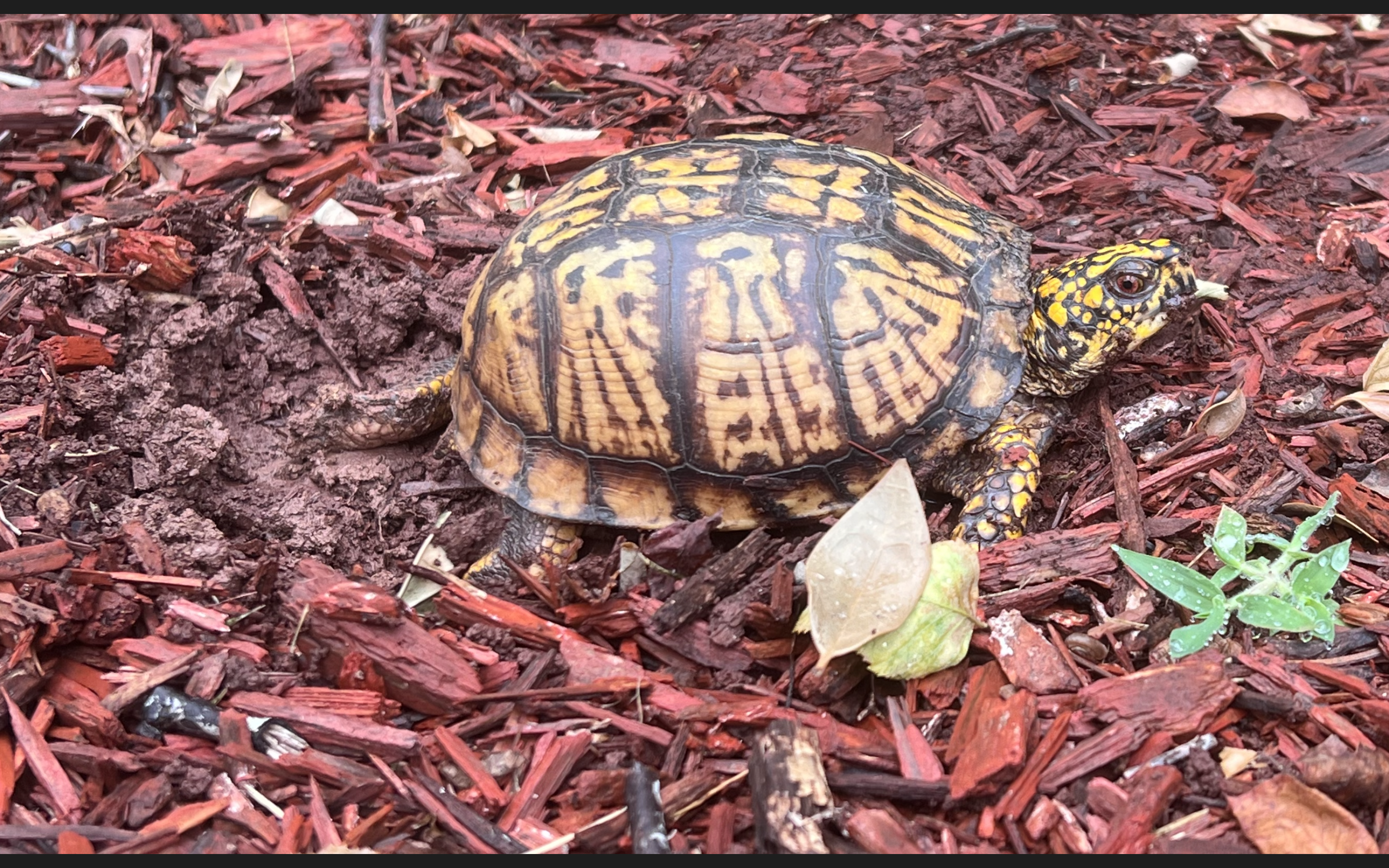
Fêmea cavando um buraco com as pernas traseiras para botar ovos.

A reprodução da tartaruga-de-caixa-oriental pode ocorrer em qualquer momento durante o final da primavera, verão e início do outono, mas a postura de ovos é mais provável de ocorrer em maio e junho, quando a chuva é frequente. Depois de encontrar um parceiro (não há vínculo de par e os mecanismos de busca de parceiros não são claros), o que pode ser uma tarefa difícil em áreas onde os parceiros são escassos, o casal embarcará em um evento de cortejo de três fases. Após a fertilização, a fêmea encontra um local de nidificação adequado. A seleção do local do ninho é vital para o desenvolvimento dos ovos, pois a predação e a temperatura são as principais preocupações. A temperatura afeta o sexo da prole, a taxa de desenvolvimento e, possivelmente, a aptidão física. As fêmeas usam as patas traseiras para cavar um ninho raso em solo solto; esse processo pode levar de duas a seis horas. Os ovos geralmente são depositados logo após a fase de escavação, e cada ovo é colocado em uma posição específica. Os ovos são oblongos, com 3 cm de comprimento e cor branco-creme. Os ninhos são então escondidos com grama, folhas ou terra. Uma fêmea pode pôr de 1 a 5 ninhadas de cerca de 1 a 9 ovos em um único ano, ou até mesmo atrasar a postura da ninhada se os recursos forem escassos. Há uma teoria de que o tamanho da ninhada aumenta com a latitude, mas são necessários mais estudos para confirmar isso. As fêmeas apresentam fertilidade retardada, em que o esperma pode ser armazenado nos ovidutos por vários anos até que as condições sejam favoráveis à fertilização e à postura. A incubação varia muito, dependendo da temperatura, mas a média é de 50 a 70 dias.
Eles têm um sucesso reprodutivo muito baixo. As fêmeas podem botar ovos férteis até quatro anos após um acasalamento bem-sucedido.

## Em cativeiro
Milhares de tartarugas-de-caixa são coletadas da natureza todos os anos para o comércio de animais de estimação, embora haja indivíduos criados em cativeiro disponíveis. A compra de uma tartaruga-de-caixa de estimação criada em cativeiro em vez de capturada na natureza ajuda a desencorajar a coleta na natureza e a preservar as populações selvagens. A tartaruga-de-caixa-oriental é protegida na maior parte de sua área de distribuição, mas muitos estados permitem a captura e a posse de tartarugas-de-caixa para uso pessoal. A criação em cativeiro é bastante comum, mas não tanto a ponto de suprir a demanda do mercado.
As tartarugas em cativeiro podem ter uma vida útil de até três dias se não forem alimentadas e mantidas em um recipiente adequado. Embora as tartarugas-de-caixa possam ser resistentes em cativeiro se suas necessidades forem atendidas e sejam frequentemente mantidas como animais de estimação, elas não são fáceis de manter, devido às suas muitas exigências específicas. As tartarugas-de-caixa-orientais precisam de alta umidade, temperaturas quentes com gradientes de temperatura verticais e horizontais, substrato adequado para escavação e uma lâmpada fluorescente UVB T5 HO de potência adequada. Uma área de aquecimento em uma extremidade do recinto é importante para que a tartaruga possa se aquecer e é essencial para machos e fêmeas sexualmente maduros para o desenvolvimento de folículos de esperma e óvulos, respectivamente.
A água deve ser fresca e limpa e estar disponível o tempo todo. Um recipiente de água grande e de fácil acesso para tomar banho e beber é importante para sua saúde.
As dietas em cativeiro incluem vários invertebrados vivos, como grilos, vermes, minhocas, besouros e larvas (larvas de besouro), baratas, pequenos ratos, além de morangos silvestres e peixes (não peixes dourados). Frutos silvestres mistos, frutas, alface-romana, couve-galega, dente-de-leão, chicória, cogumelos e trevo também são adequados para tartarugas-de-caixa. Embora alguns alimentos úmidos de alta qualidade para cães possam ser oferecidos ocasionalmente, é preferível oferecer animais inteiros. Dietas comerciais, como Reptilinks, Mazuri Tortoise Diet, Repashy Veggie Burger e Arcadia OmniGold, podem ser usadas para oferecer variedade e nutrição adicional. Como as tartarugas-de-caixa raramente recebem os nutrientes necessários para promover o crescimento da carapaça e o desenvolvimento do esqueleto e da pele, elas também precisam de um suplemento multivitamínico e acesso a um osso de choco para obter cálcio.
A cor vívida da carapaça encontrada em muitas tartarugas-de-caixa-orientais geralmente desaparece quando a tartaruga é levada para o cativeiro. Isso levou à crença errônea de que a cor desaparece à medida que a tartaruga envelhece. É provável que o acesso insuficiente à luz solar total cause o desbotamento da cor da camada de queratina. Além de fornecer iluminação UVB, fornecer uma dieta variada completa com um suplemento de carotenoides pode ajudar a manter as cores vibrantes do animal.
Em cativeiro, sabe-se que as tartarugas de caixa são capazes de viver mais de 100 anos, mas, na natureza, costumam ter vidas muito mais curtas devido a doenças e predação.

## Conservação
As tartarugas-de-caixa-orientais estão listadas como vulneráveis na Lista Vermelha da IUCN. Atualmente, elas são bastante comuns, especialmente na parte sul de sua área de distribuição, mas muitas populações estão diminuindo rapidamente. A perda, a degradação e a fragmentação do habitat causadas pela urbanização ou por outros usos humanos são a principal causa da vulnerabilidade dessa espécie. As tartarugas-de-caixa-orientais também foram encontradas em áreas urbanizadas, onde são ameaçadas por colisões com veículos, atividades de corte de grama e pessoas que as retiram da natureza, seja por preocupação com a segurança das tartarugas ou para mantê-las como animais de estimação. As doenças são outro fator que ameaça as tartarugas-de-caixa-orientais. O ranavírus, por exemplo, foi encontrado em tartarugas-de-caixa-orientais em Illinois desde 2014.

## Répteis do estado
“A tartaruga observa sem ser perturbada enquanto inúmeras gerações de 'lebres' mais rápidas correm para o esquecimento rápido e, portanto, é um modelo de paciência para a humanidade e um símbolo da busca incessante do nosso Estado por objetivos grandes e elevados.”

Secretaria de Estado da Carolina do Norte
A tartaruga-de-caixa-oriental é o réptil oficial do estado de dois estados dos EUA: Carolina do Norte (que dá origem ao nome da espécie e da subespécie carolina carolina) e Tennessee. Na Pensilvânia, a tartaruga-de-caixa-oriental passou por uma casa da legislatura, mas não conseguiu obter a nomeação final em 2009. Na Virgínia, os projetos de lei para homenagear a tartaruga-de-caixa-oriental falharam em 1999 e depois em 2009; um dos principais motivos é a estreita ligação da criatura com a Carolina do Norte.

## Galeria

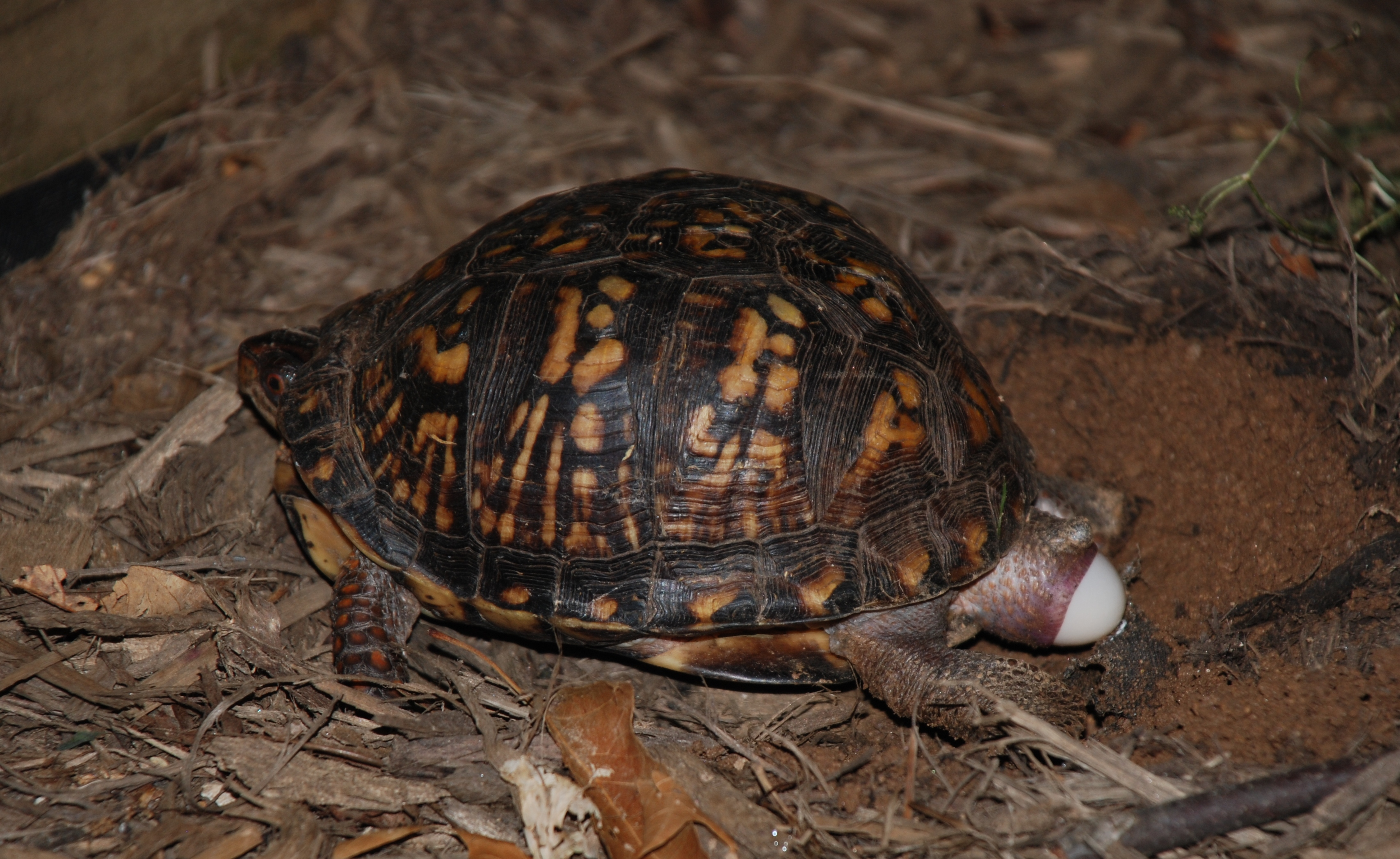
Tartaruga-de-caixa-oriental botando ovos
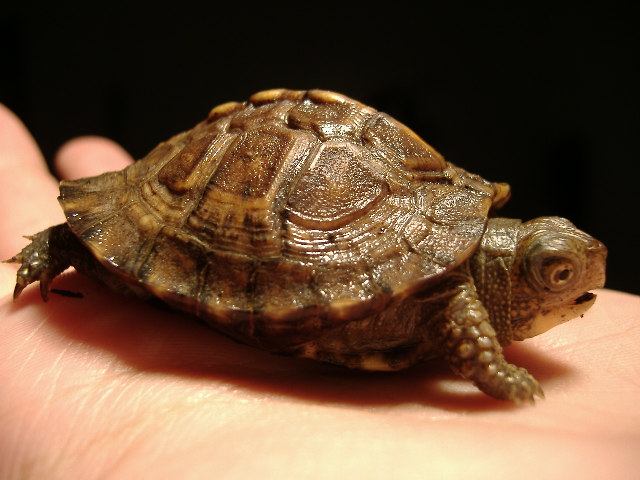
Filhote de tartaruga-de-caixa-oriental
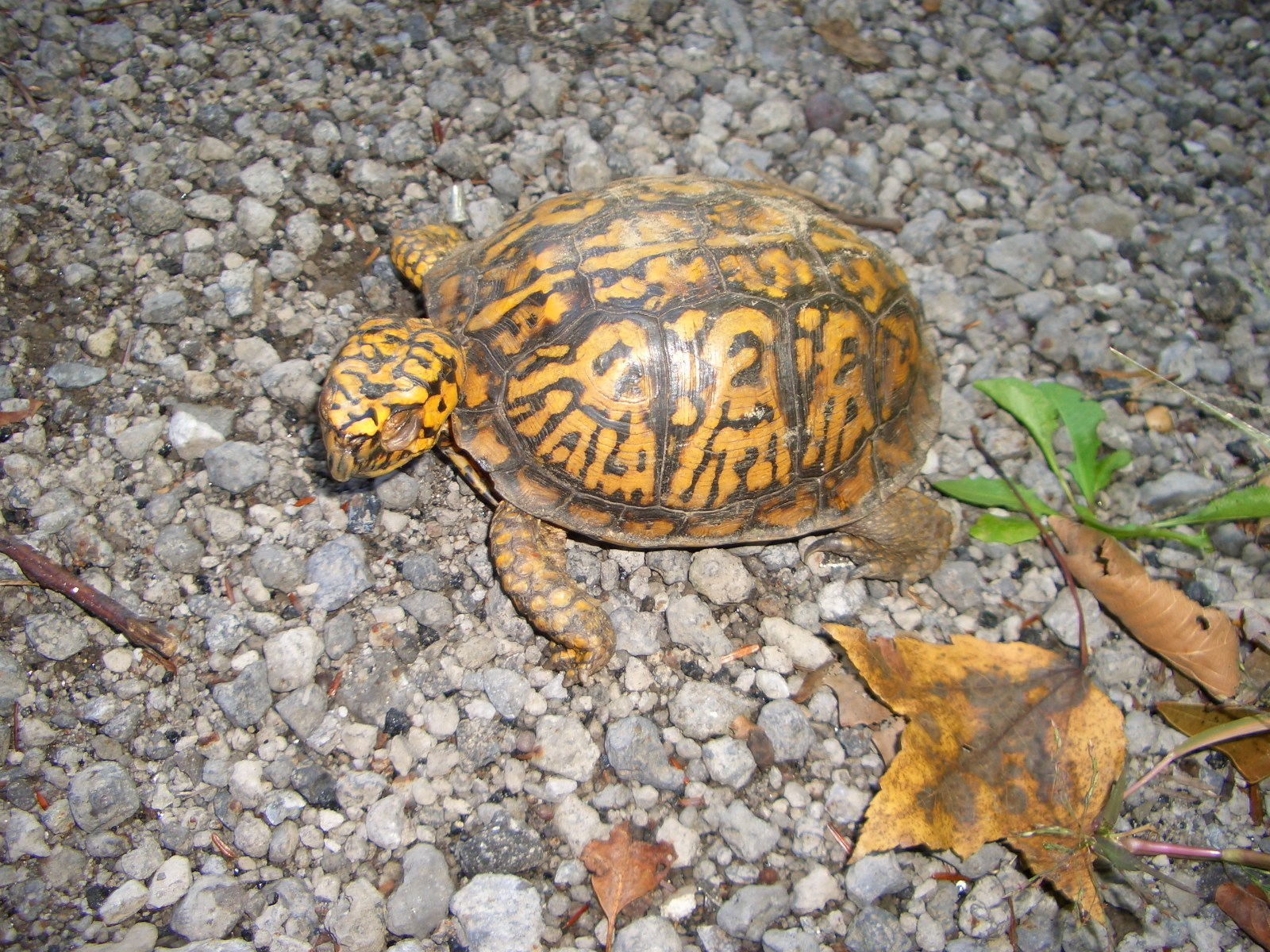
Parque Estadual de Tomlinson Run, Virgínia Ocidental
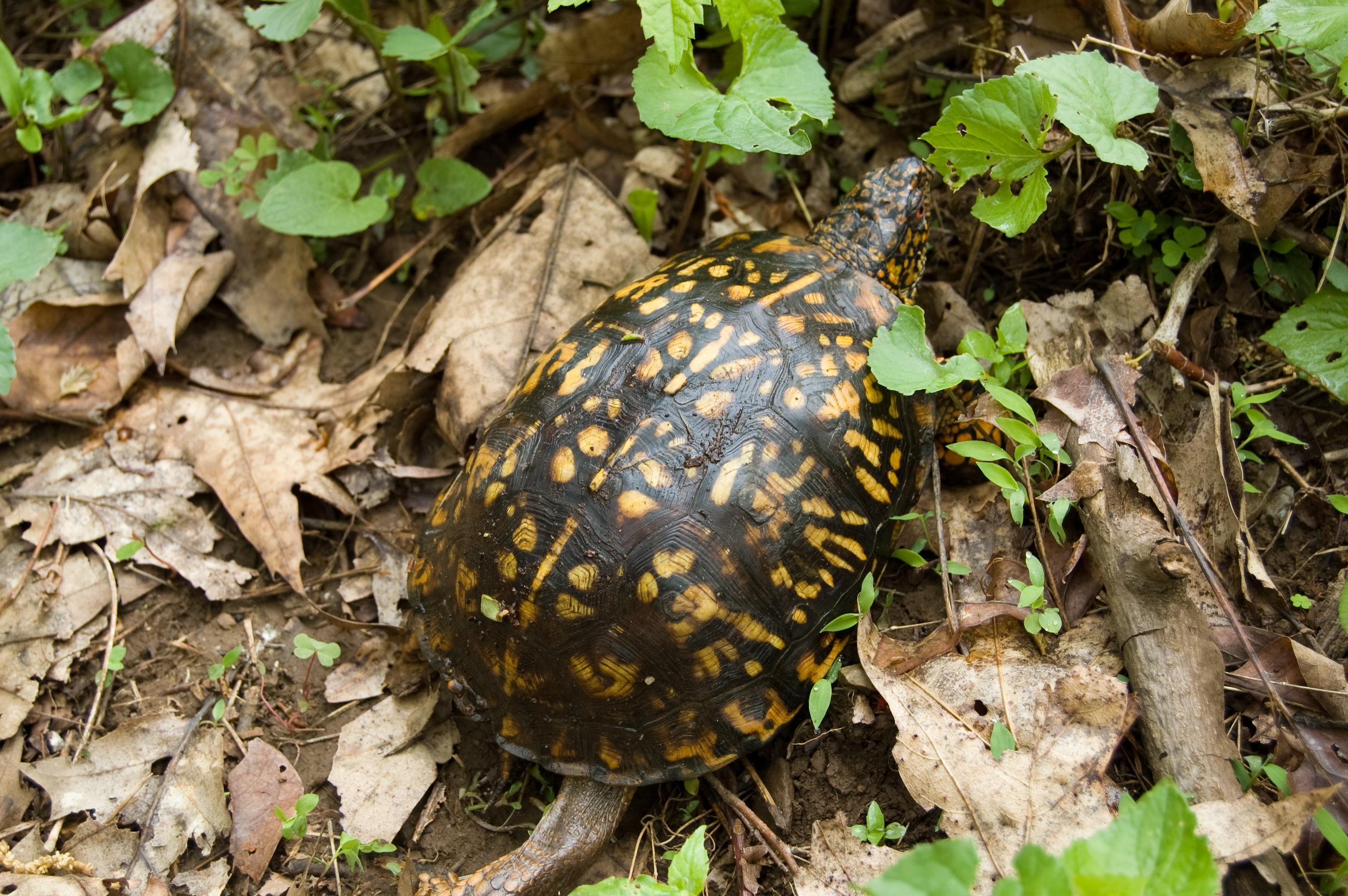
Parque Nacional de Shenandoah, Virgínia
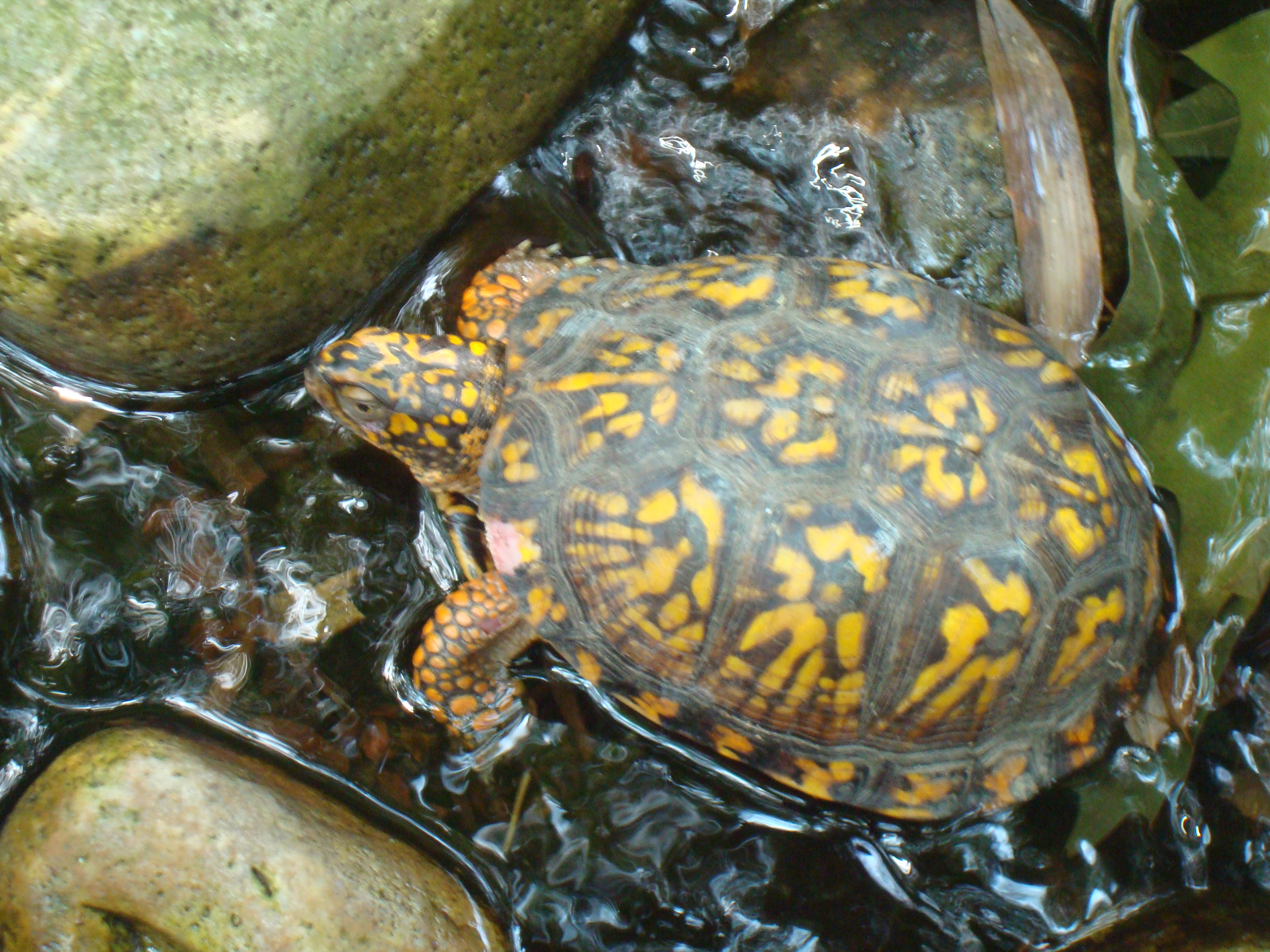
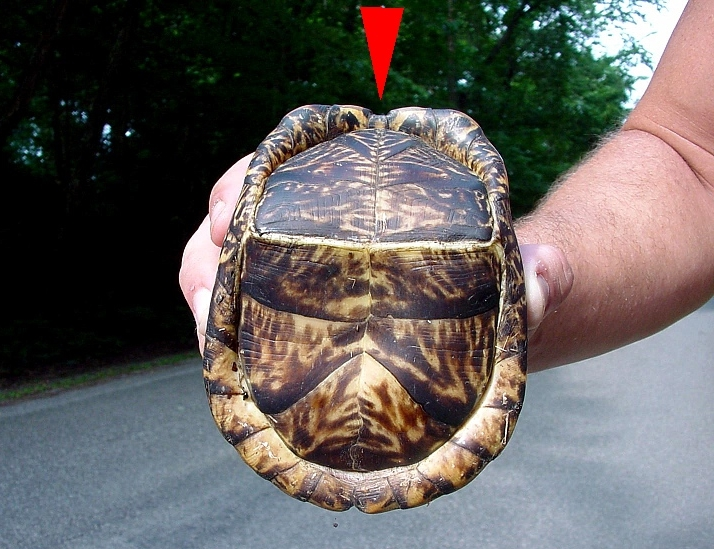
Plastrão totalmente fechado
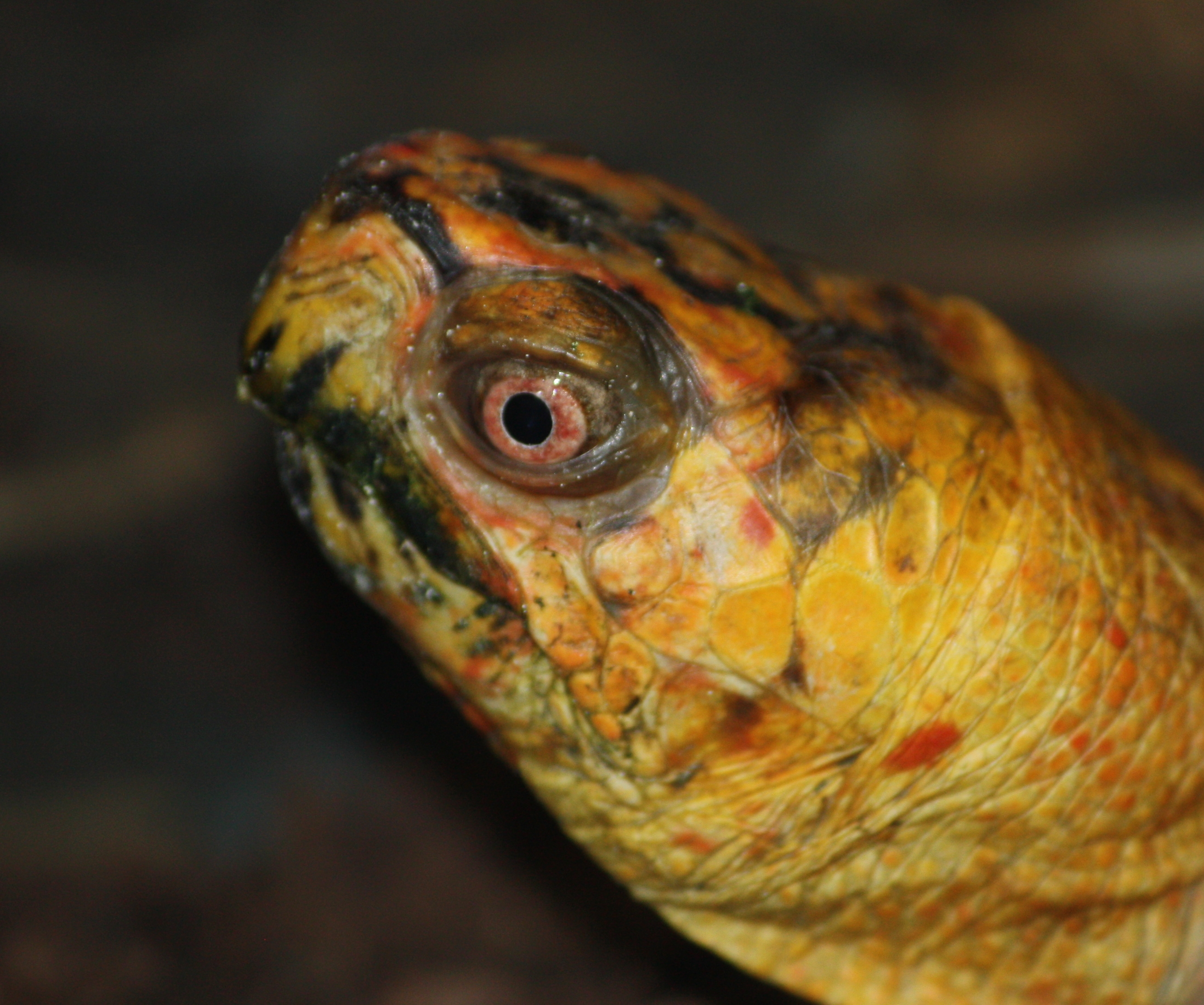
T. c. carolina no Zoológico de Louisville
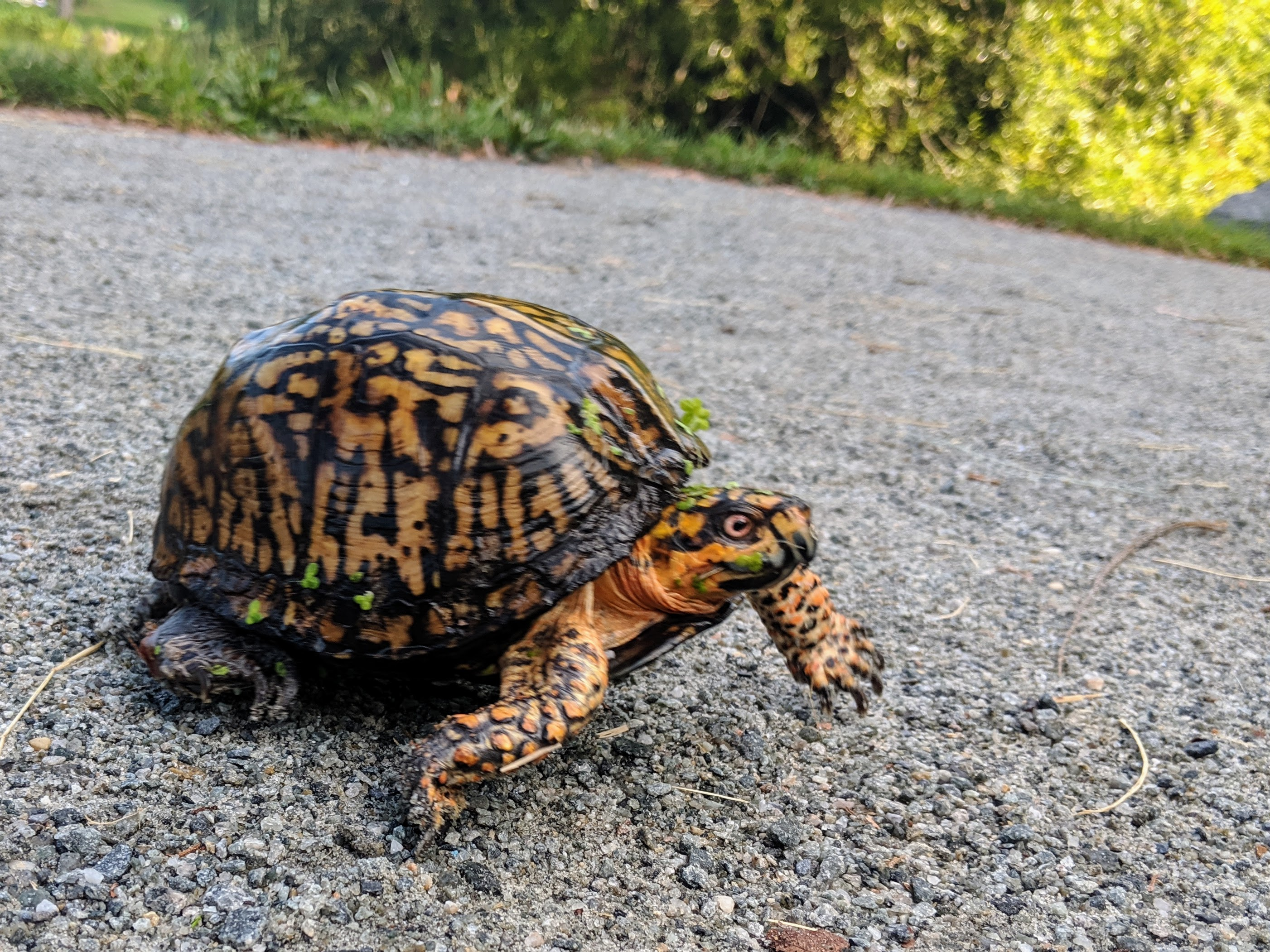
Fêmea no Central Park, em Nova York
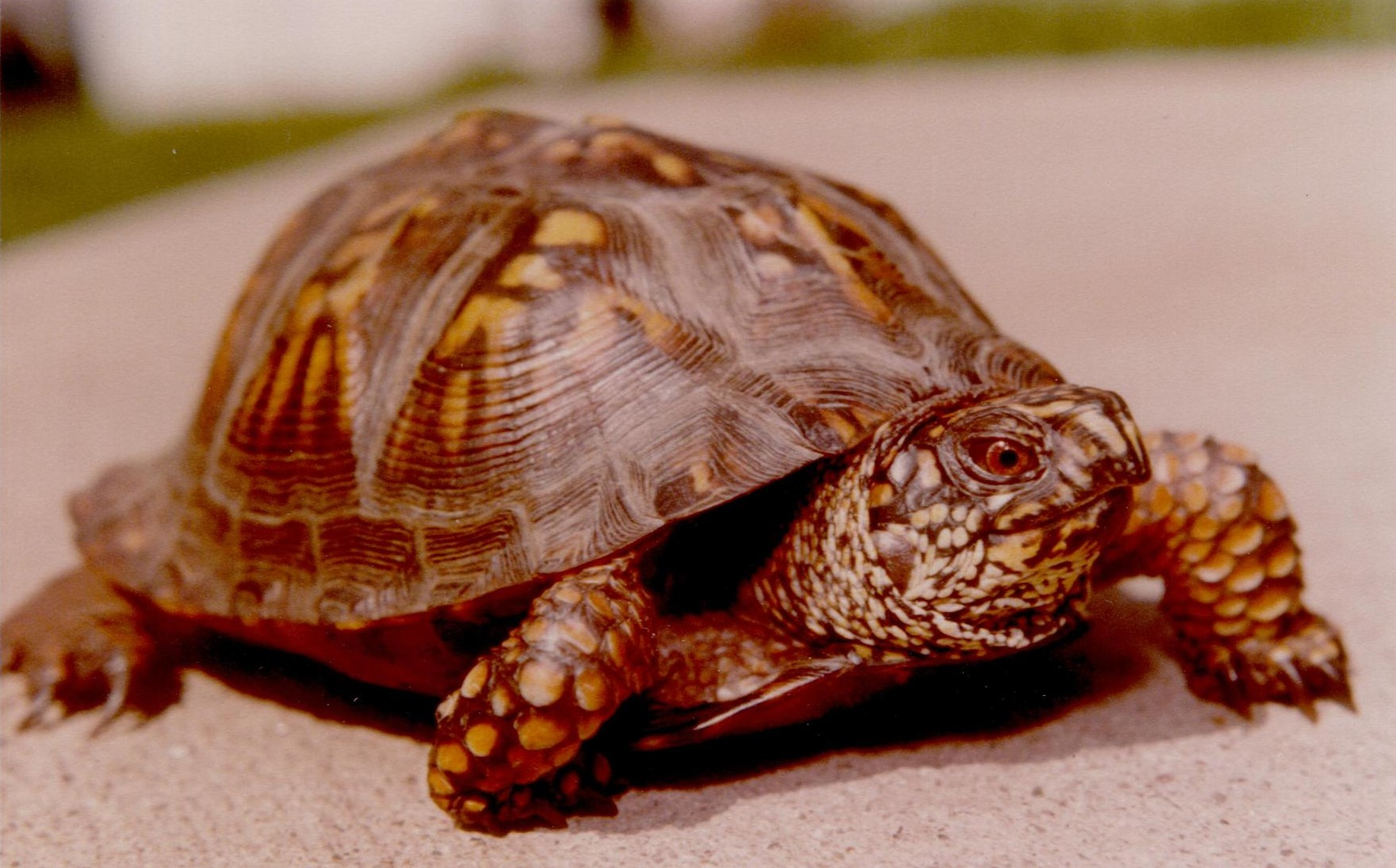
Macho no sudoeste da Pensilvânia, 30 de junho de 1979
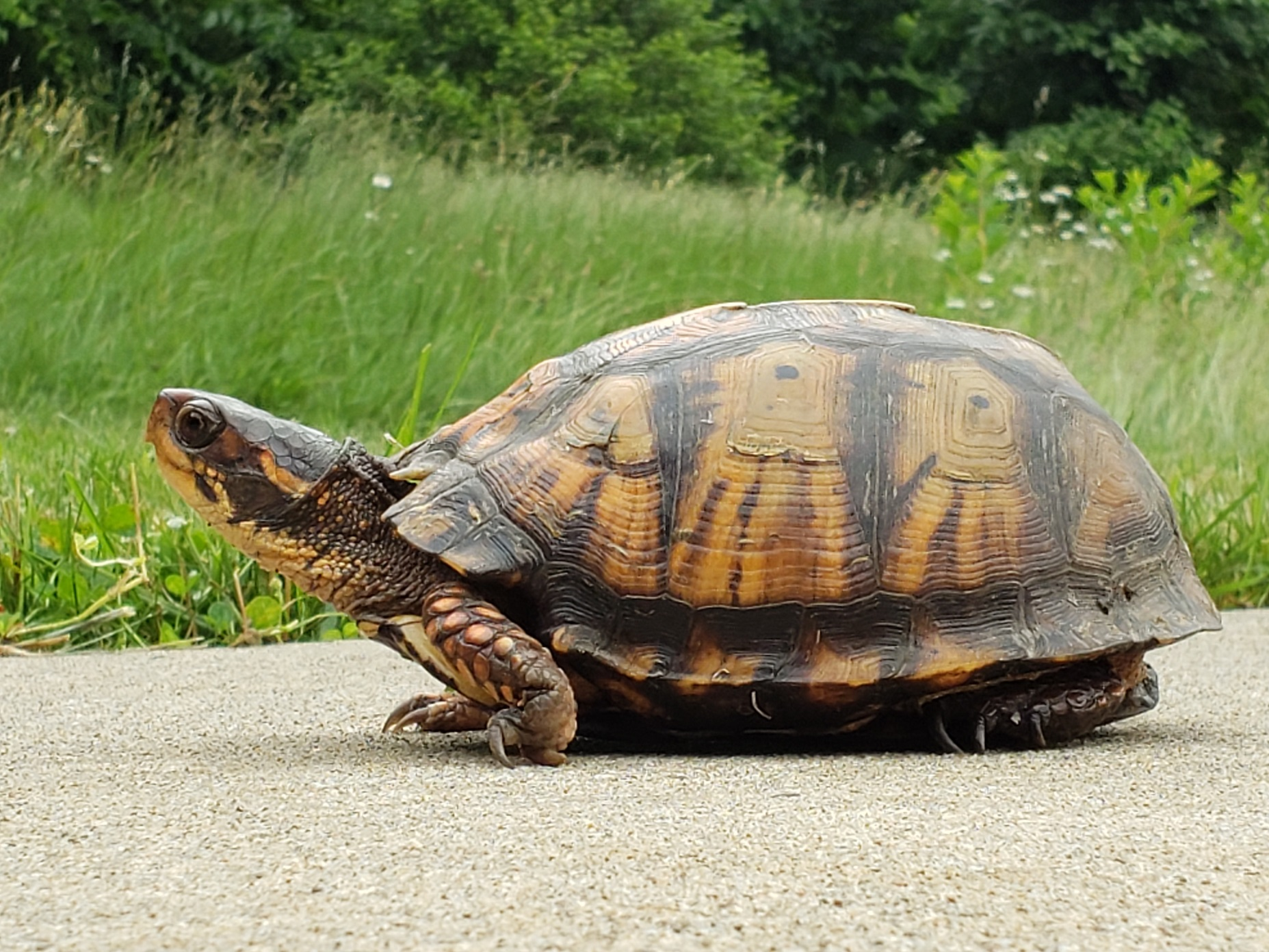
Fêmea mais velha com uma carapaça desgastada no oeste da Pensilvânia